# Nieistniejące cmentarze Skierniewic

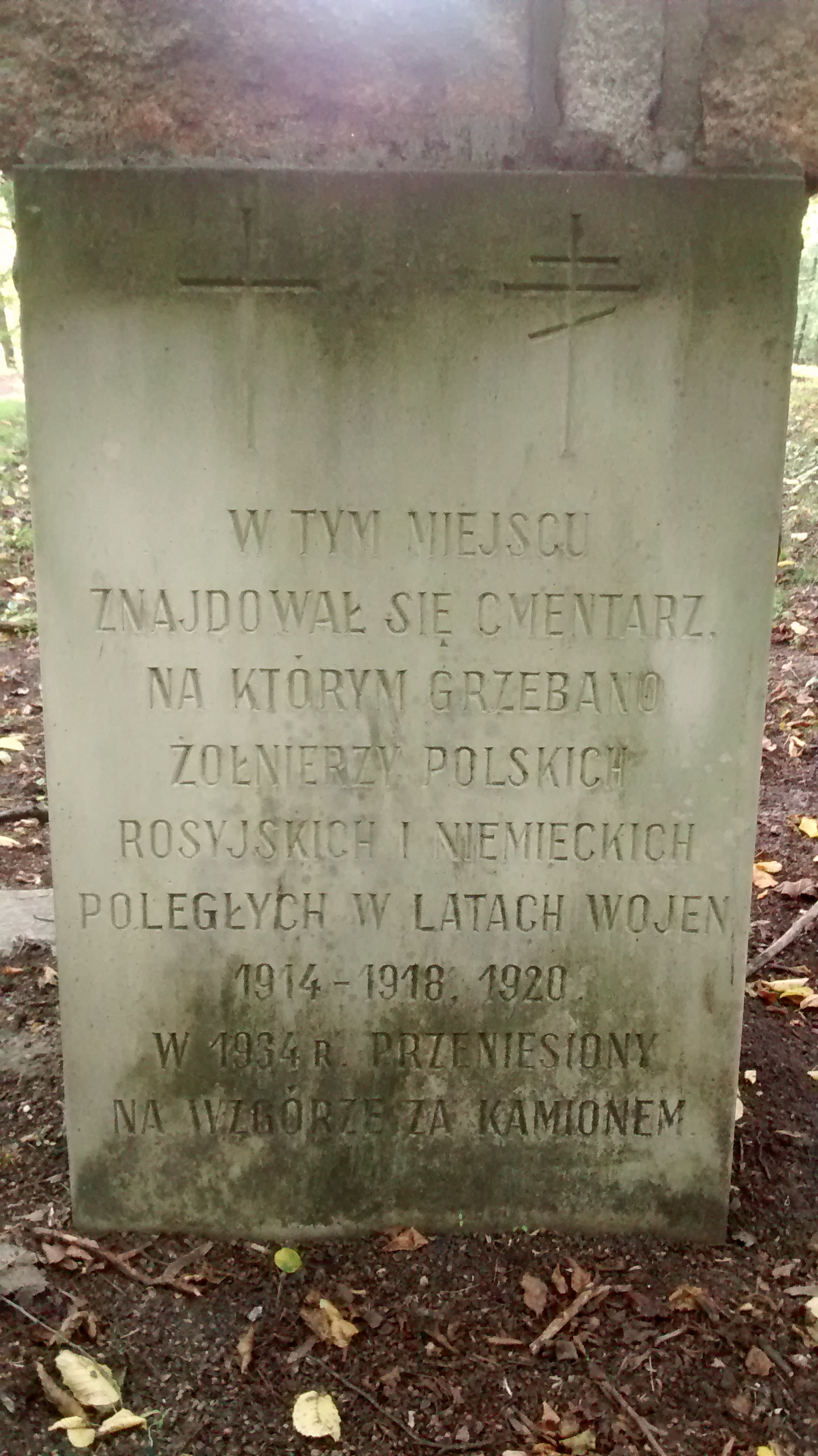
Płyta z napisem o byłym cmentarzu w skierniewicki parku

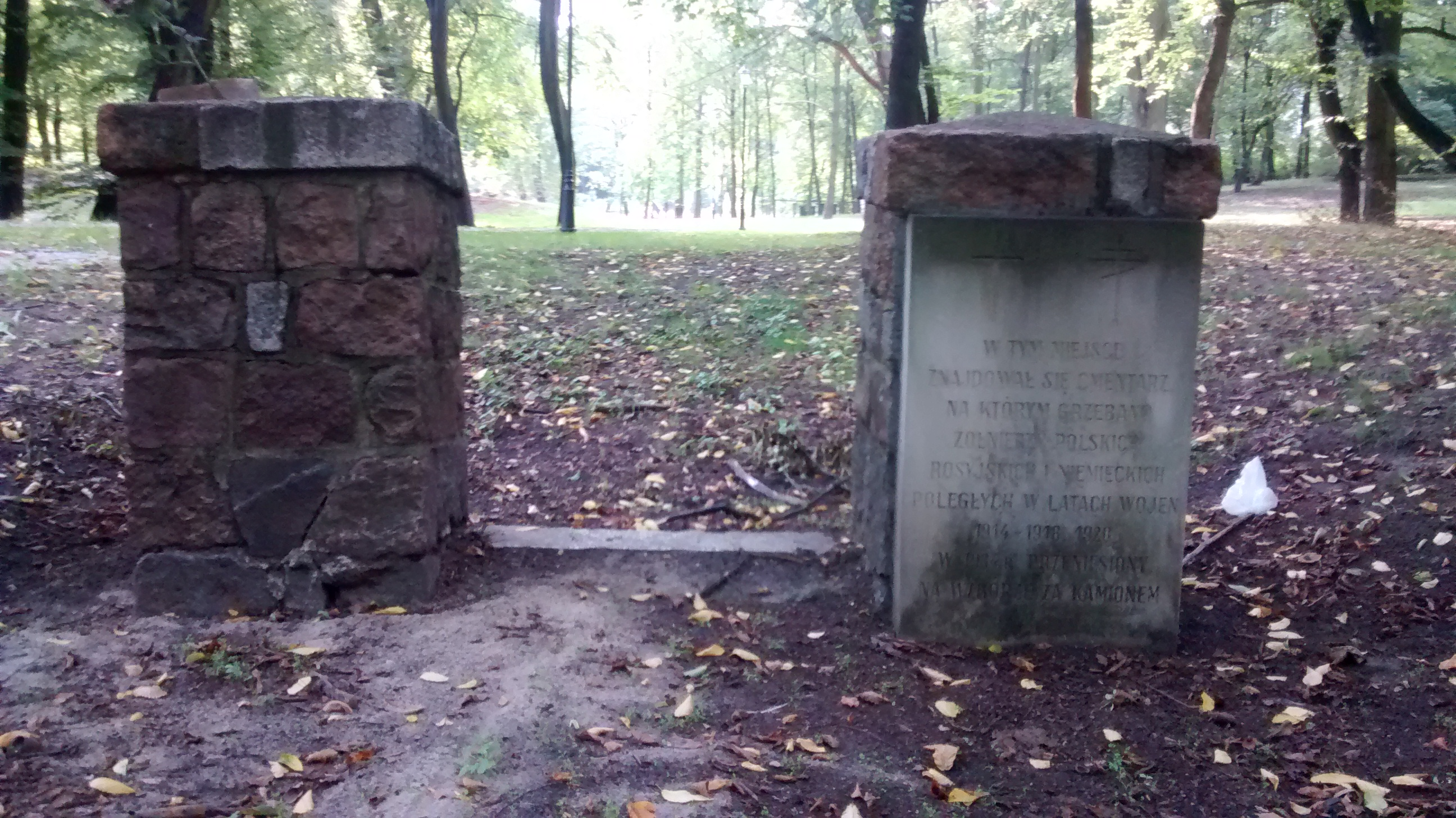
Wejście na były cmentarz w skierniewicki parku

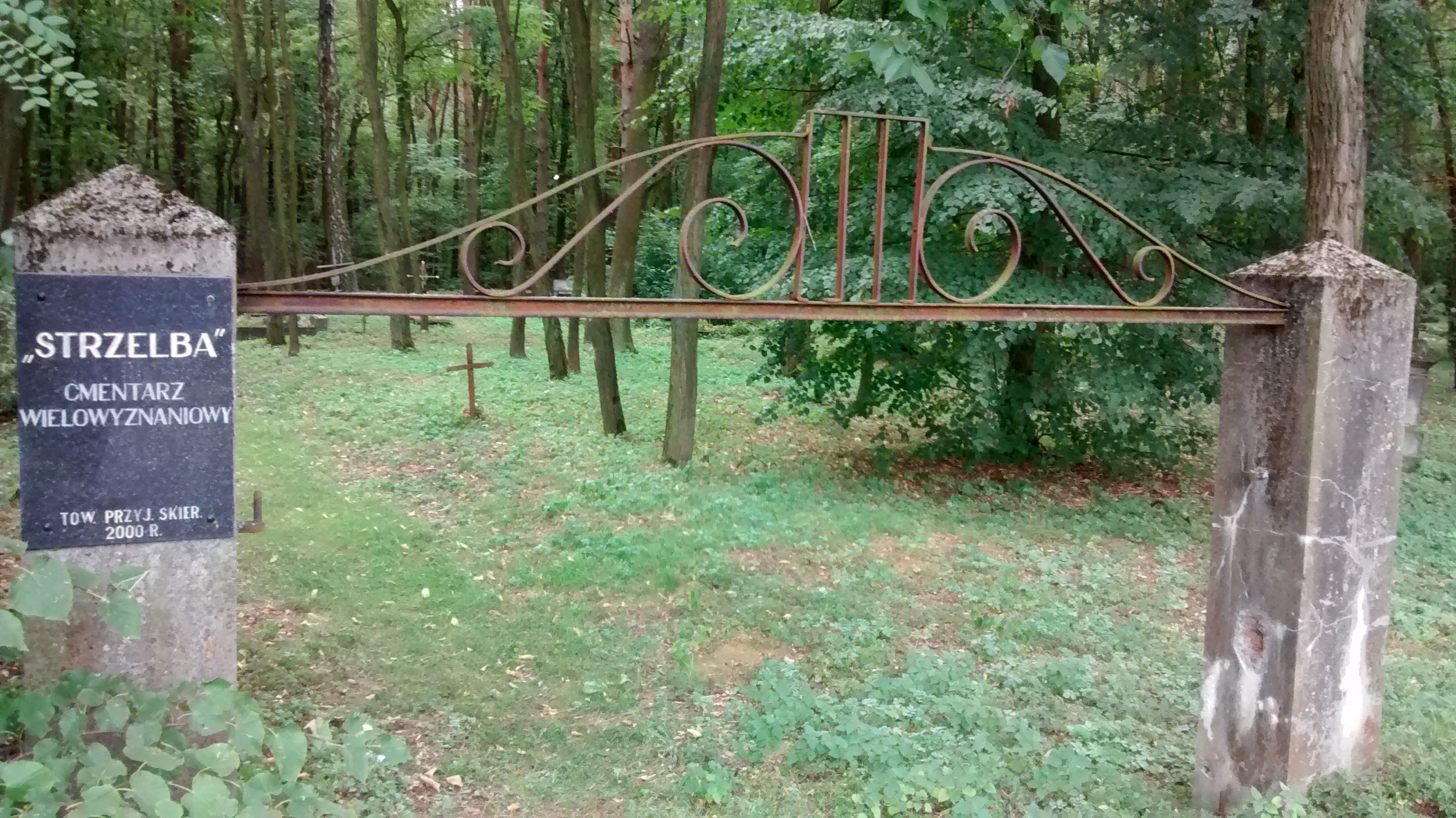
Wejście na zamknięty cmentarz Strzelba gdzie znajduje się zbiorowa mogiła ekshumowanych zmarłych z cmentarza ewangelicko-augsburskiego

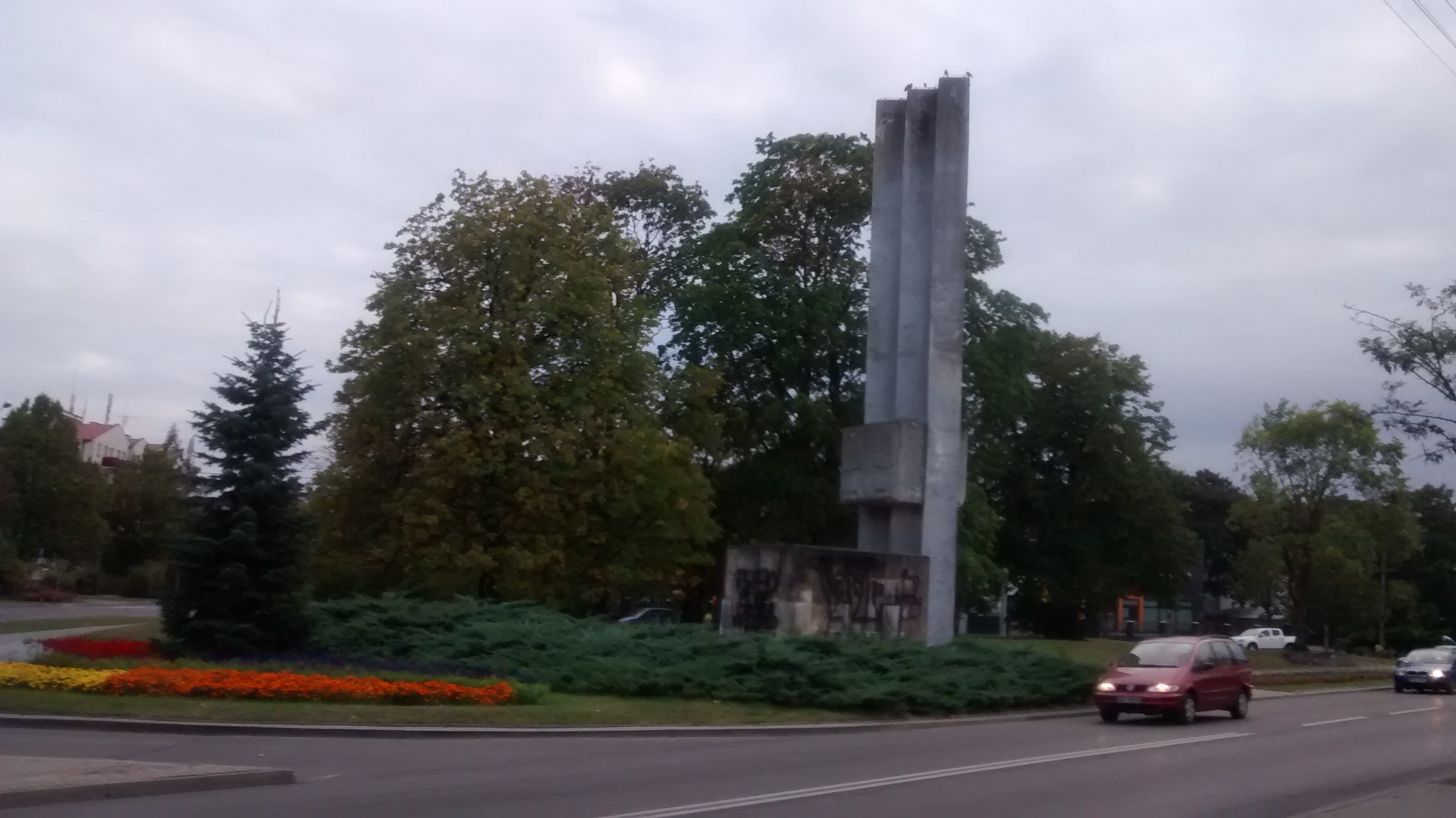
Skwer Inwalidów Wojennych RP w Skierniewicach, gdzie znajdował się cmentarz zlikwidowany w 1963 r.

W Skierniewicach istniały trzy cmentarze zlikwidowane w latach 30. XX wieku w okresie II Rzeczypospolitej Polskiej oraz w roku 1963 XX w.
Pierwszy najstarszy cmentarz w Skierniewicach mieścił się przy nieistniejącym już drewnianym kościele, który był usytuowany pomiędzy obecnym kościołem św. Jakuba a dworem arcybiskupim w XV wieku.
Drugi cmentarz ewangelicko-augsburski istniał w latach 1830–1963 r. Mieścił się na Skwerze Inwalidów Wojennych Rzeczypospolitej Polskiej u zbiegu ulic Jana III Sobieskiego, Władysława Reymonta, Stanisława Rybickiego. Chowano niemieckich fachowców sprowadzonych przez arcybiskupów oraz Finów i Łotyszy ze Skierniewickiego Garnizonu. W okresie II wojny światowej Niemcy chowali swych zabitych żołnierzy.
Wiosną 1963 roku przeprowadzono ekshumację szczątków 82 osób oraz zlikwidowano 67 grobowców i grobów.
Szczątki osób ekshumowanych pochowano po raz drugi w zbiorowej mogile na cmentarzu Strzelba przy ul. Strobowskiej oraz na innych cmentarzach w rodzinnych grobach.
W miejscu tym znajduje się tablica upamiętniająca tę nekropolię.
Kolejnym trzecim nieistniejącym cmentarzem był cmentarz wojskowy z okresu I wojny światowej zlikwidowany w latach 1934–1938, położony w Parku Miejskim blisko torów kolejowych i obecnej sceny kameralnej dawniej amfiteatru.
Na cmentarzu chowani byli żołnierze polscy, armii niemieckiej oraz rosyjskiej.
Zmarłych chowano w parku ze względu na blisko usytuowany szpital polowy na terenie obecnego Liceum Ogólnokształcącego im. B. Prusa oraz Dworca Carskiego, obecnie Dworca PKP w Skierniewicach.
W związku z likwidacją cmentarza przed II wojną światową szczątki ekshumowano i przeniesiono na niemiecki cmentarz wojskowy obok miejscowości Kamion (powiat żyrardowski).
W miejscu dawnego cmentarza znajduje się tablica upamiętniająca ten cmentarz wystawiona przez Towarzystwo Przyjaciół Skierniewic.